# Graham Kennedy
Graham Cyril Kennedy (Melbourne, 15 februari 1934 - Bowral, 25 mei 2005) was een Australisch radio-, televisiepresentator, komiek en filmacteur.

## Biografie

### Vroegere jaren
Kennedy was geboren in de wijk Balaclava in Melbourne. Zijn ouders waren Cyril William Kennedy en Mary Austen Kennedy. Zijn moeder, die toen 18 jaar was, werkte bij het plaatselijke theater. Zijn vader was ingenieur en klusjesman, in 1939 werd hij lid van de Royal Australian Air Force (RAAF)

### Educatie

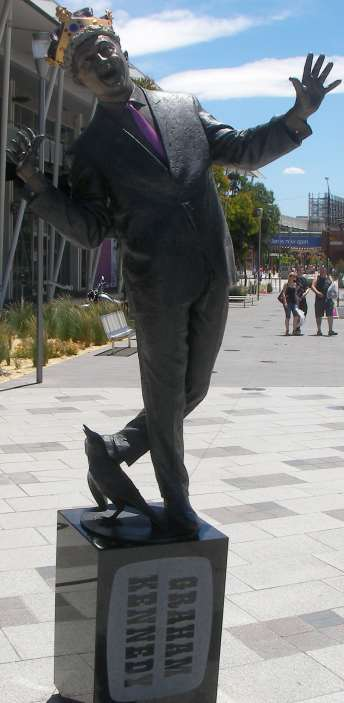
Standbeeld van Graham Kennedy.

Kennedy begon zijn schooljaren op het Euston College, dat nu niet meer bestaat. Daarna ging hij naar de Melbourne High School naar school.
Nadat hij zijn school af had gemaakt, werkte hij bij de kapperszaak van zijn oom, waar hij mensen van de Radio Australia ontmoette. Hij was voorgesteld aan de nieuwssector en werd daar aangenomen als nieuwslezer. Daarna 'verhuisde' hij naar het radiostation 3UZ.

### Privéleven
Kennedy is nooit getrouwd, daarom noemde een andere Australiër Bob Dyer hem "probably the loniest young man in Australia", wat "waarschijnlijk de eenzaamste jonge man van Australië" betekent.
Paparazzi hebben wel een aantal foto's waarmee Kennedy met vrouwen een restaurant uitloopt, maar dit hebben nooit tot een echte romance geleid.

### Australia's Funniest Home Videos
Kennedy heeft het programma Australia's Funniest Home Videos gepresenteerd, hij deed dit als eerste, daarom heette dit programma toen nog Graham Kennedy's Funniest Home Video Show.

### Zijn dood
Op 25 mei 2005, rond 04:30 's morgens melden artsen dat Kennedy in zijn verzorgingstehuis is overleden aan de gevolgen van een longontsteking. Hij overleed op 71-jarige leeftijd.
- Bibliothèque nationale de France: cb170624855 (data)
- International Standard Name Identifier: 0000 0001 1464 4593
- Library of Congress Control Number: nr2003033923
- MusicBrainz: 1ba08b1e-f636-4480-89bd-1c980e49dddb
- SNAC: w6715fpk
- Trove: 642564
- Virtual International Authority File: 166539832
- WorldCat: E39PBJyRt79JFgHqyxMFX7MgKd